# Philodryas simonsii
Espèce
Synonymes
- Dromicus inca Schmidt & Walker, 1943
- Dromicus angustilineatus Schmidt & Walker, 1943

Statut de conservation UICN

 LC  : Préoccupation mineure
Philodryas simonsii  est une espèce de serpents de la famille des Dipsadidae.

## Répartition
Cette espèce se rencontre dans le nord du Pérou et dans le sud de l'Équateur.

## Description
L'holotype de Philodryas simonsii mesure 780 mm dont 240 mm pour la queue. Cette espèce a la face dorsale jaune verdâtre rayé de plusieurs lignes longitudinales olive et d'une ligne médiane brun foncé. Sa face ventrale est blanc jaunâtre tacheté d'olive.

## Étymologie
Cette espèce est nommée en l'honneur de Perry O. Simons (1869–1901) qui a collecté l'holotype.

## Publication originale
- Boulenger, 1900 : Descriptions of new batrachians and Reptiles collected by Mr. P. O. Simons in Peru. Annals and Magazine of Natural History, sér. 7, vol. 6, p. 181-186 (texte intégral).